# Ostoje ptaków IBA
Ostoje ptaków IBA (ang. Important Bird Area) – obszary rozpoznane przez BirdLife International jako ważne dla ochrony populacji ptaków. Na 2022 r. wyróżniono około 13 000 ostoi w ponad 200 państwach. Tereny te mogą być chronione zarówno prawnie, jak i przez lokalne organizacje. W Polsce program monitorowany jest przez Ogólnopolskie Towarzystwo Ochrony Ptaków.
Kryteria wyboru według występowania gatunków ptaków („trigger species”) o znaczeniu w skali globalnej są następujące:
- A1, gatunki globalnie zagrożone
- A2, gatunki o ograniczonym zasięgu
- A3, gatunki ograniczone do danego biomu
- A4:
  - A4 I, na danym obszarze IBA występuje co najmniej 1% światowej populacji danego gatunku określonego jako ptak wodny
  - A4 II, na danym obszarze IBA występuje co najmniej 1% światowej populacji danego gatunku określonego jako ptak morski
  - A4 III, na danym obszarze występuje co najmniej 20 000 osobników ptaka określanego jako wodny lub 10 000 osobników gatunku określanego jako morski (niestosowane w USA)
  - A4 IV, obszar stanowiący ważną ostoję dla ptaków migrujących

Kryteria z grupy B – wskazujące obszary o znaczeniu europejskim są następujące:
- B1
  - B1i – wiadomo lub przypuszcza się, że obszar skupia co najmniej 1% populacji wędrówkowej lub innej rozpoznawalnej populacji ptaków wodno-błotnych
  - B1ii – wiadomo lub przypuszcza się, że obszar skupia co najmniej 1% rozpoznawalnej populacji ptaków morskich
  - B1iii – wiadomo, lub przypuszcza się, że obszar skupia co najmniej 1% populacji wędrówkowej lub innej rozpoznawalnej populacji gatunków innych niż ptaki wodno-błotne i morskie
  - B1iv – ostoja jest obszarem typu „wąskiego gardła wędrówkowego”, gdzie co najmniej 5000 bocianów (Ciconidae) lub co najmniej 3000 ptaków szponiastych (Accipitriformes i Falconiformes) lub żurawi (Gruidae) regularnie przelatuje podczas wiosennej lub jesiennej wędrówki
- B2 – gatunki o niekorzystnym statusie ochronnym w Europie
- B3 – gatunki o korzystnym statusie ochronnym, których populacje skupione są w Europie

Kryteria z grupy C – wskazujące obszary ważne na poziomie Unii Europejskiej:
- C1 – gatunki zagrożone w skali globalnej
- C2 – koncentracje gatunków uznanych za zagrożone w Unii Europejskiej
- C3 – kongregacje gatunków migrujących niezagrożonych w Unii Europejskiej
- C4 – duże skupiska ptaków
- C5 – duże skupiska gatunków w miejscach „wąskich gardeł wędrówkowych” („bottleneck sites”)
- C6 – gatunki zagrożone w skali Unii Europejskiej
- C7 – inne kryteria ornitologiczne